# Trachysiphonella scutellata
Trachysiphonella scutellata är en tvåvingeart som först beskrevs av Von Roser 1840.  Trachysiphonella scutellata ingår i släktet Trachysiphonella, och familjen fritflugor. Arten är reproducerande i Sverige.